# Rossana Díaz Costa
Carmen Rossana Díaz Costa (Lima, 1970) és una escriptora, professora universitària, guionista i directora de cinema peruana.

## Biografia
Va cursar la carrera de Literatura a la Pontifícia Universitat Catòlica del Perú. Paral·lelament, va realitzar cursos relacionats amb el món cinematogràfic a la Facultat de Ciències de la Comunicació de la Universitat de Lima. Posteriorment, va viatjar becada a Espanya, on va iniciar estudis de doctorat en Literatura Hispànica a la Universitat de la Corunya. Ja a la seva nova residència va estudiar cinema a l'Escola d'Imatge i So de Vigo i a l'Escola de Cinematografia i de l'Audiovisual de la Comunitat de Madrid (ECAM).

### Carrera cinematogràfica
El 1996 va estrenar En camino, un curtmetratge de la productora Guarango que va ser part de l'obra col·lectiva femenina Not the numbers game i que va ser guardonat amb el premi One World de la BBC.
A Espanya, durant la seva estada a Vigo, va escriure i dirigir el documental Travesía de extramares, que es va estrenar el 1998 i es va emetre a la Televisión de Galicia. Durant el seu pas per l'ECAM, va escriure altres projectes audiovisuals, com ara Una impacable soledad (1998) i Bella del tren (1999).
La seva òpera prima va ser la pel·lícula Viaje a Tombuctú, una coproducció peruanoargentina el projecte de la qual es va iniciar el 2005 i va ser estrenada el 2014 al Festival de Cinema de Lima, i del qual, a més de directora, va ser-ne la guionista i la productora.
El 2015 es va anunciar la producció del seu segon llargmetratge, una adaptació cinematogràfica de la novel·la d'Alfredo Bryce Echenique publicada el 1970, Un mundo para Julius. La pel·lícula es va estrenar finalment el 2021 durant la pandèmia de COVID-19.

### Carrera literària
El 2005 el seu llibre de contes Los olvidados (no los de Buñuel, los míos) va obtenir el segon lloc del Premi Nacional de Narrativa del Perú, i va ser finalista del Premi PUCP de 2004.

## Publicacions
- Los olvidados (no los de Buñuel, los míos)

## Filmografia
- En camino (curtmetratge, 1996)
- Travesía de extramares (documental, 1998)
- Una impacable soledad (1998)
- Bella del tren (1999)
- Viaje a Tombuctú (2014)
- Un mundo para Julius (2021)

## Nominacions
- Premis Gaudí 2022 - Millor pel·lícula per a televisió (nominada)[8]